# Registre national des lieux historiques dans le comté de Los Angeles

Localisation du comté de Los Angeles en Californie

Ceci est la liste des lieux historiques inscrits sur le registre national dans le comté de Los Angeles en Californie.
C'est censé être une liste exhaustive des propriétés et des districts des lieux historiques du registre national dans le comté de Los Angeles, en Californie. Les coordonnées de latitude et longitude sont fournies pour la plupart des propriétés et les districts du registre national ; ces localisations peuvent être aperçues sur Google Map.
Il y a 550 propriétés et districts répertoriés sur le registre national dans le comté, dont 21 monuments historiques nationaux. Los Angeles est le lieu de plus de 230 de ces propriétés et districts, dont 11 monuments historiques nationaux ; ils sont répertoriés séparément (en). Pasadena est le lieu de 125 de ces propriétés et districts dont 5 monuments historiques nationaux ; eux aussi sont répertoriés séparément (en). Il y a 185 propriétés et districts situés ailleurs dans le comté, dont 5 monuments historiques nationaux qui sont répertoriés ici. Un seul district, le district historique d'Arroyo Seco Parkway, passe par les deux villes et d'autres parties du comté. 6 autres propriétés, dont 5 à l'extérieur de ces deux villes, ont été inscrites sur le registre national mais ont été retirées.

## Liste actuelle
| Position | ID        | Type | Nom                                                    | Localisation | Ville                           | Date d'inscription | Image | Coordonnées                          | Description |
| -------- | --------- | ---- | ------------------------------------------------------ | --- | ------------------------------- | ------------------ | ----- | ------------------------------------ | --- |
| 1        | 77000298  | NRHP | Adamson House (en)                                     | 23200 W. Pacific Coast Highway                                                                                           | Malibu                          | 28 octobre 1977    |       | 34° 02′ 04″ nord, 118° 40′ 42″ ouest | |
| 2        | 73000404  | NRHP | Adobe Flores (en)                                      | 1804 Foothill St. | South Pasadena                  | 18 juin 1973       |       | 34° 07′ 11″ nord, 118° 08′ 41″ ouest | |
| 3        | 96000102  | NRHP | Alexander Theatre (en)                                 | 216 N. Brand Blvd. | Glendale                        | 16 février 1996    |       | 34° 08′ 57″ nord, 118° 15′ 12″ ouest | |
| 4        | 03000987  | NRHP | Anderton Court Shops (en)                              | 332 N.Rodeo Dr. | Beverly Hills                   | 14 mai 2004        |       | 34° 04′ 06″ nord, 118° 24′ 03″ ouest | Frank Lloyd Wright |
| 5        | 87000509  | NRHP | Antelope Valley Indian Museum (en)                     | 15701 East Ave. | Lancaster                       | 26 février 1987    |       | 34° 39′ 01″ nord, 117° 50′ 56″ ouest | Bâtiment dans le style chalet fait dans des formations rocheuses, pour une habitation à l'origine                                                                               |
| 6        | 06001087  | NRHP | Ard Eevin (en)                                         | 851 W. Mountain St. | Glendale                        | 21 novembre 2006   |       | 34° 10′ 37″ nord, 118° 16′ 13″ ouest | |
| 7        | 10001198  | HD   | District historique d'Arroyo Seco Parkway              | CA 110 from Four Level Interchange in Los Angeles to East Glenarm St. in Pasadena                                        | Downtown Los Angeles à Pasadena | 4 février 2011     |       | 34° 07′ 39″ nord, 118° 08′ 50″ ouest | Le district historique d'Arroyo Seco Parkway passe par South Pasadena |
| 8        | 82002188  | NRHP | Atchison, Topeka, and Santa Fe Railroad Station (en)   | 110 W. 1st St. | Claremont                       | 15 juillet 1982    |       | 34° 05′ 39″ nord, 117° 42′ 58″ ouest | |
| 9        | 83003499  | NRHP | Auditorium (en)                                        | 2200 W. Carson | Torrance                        | 13 octobre 1983    |       | 33° 49′ 48″ nord, 118° 19′ 11″ ouest | |
| 10       | 78000691  | NRHP | Aztec Hotel (en)                                       | 311 W. Foothill Blvd. | Monrovia                        | 22 mai 1978        |       | 34° 09′ 06″ nord, 118° 00′ 18″ ouest | |
| 11       | 02000034  | NRHP | Azusa Civic Center (en)                                | 213 Foothill Blvd. | Azusa                           | 21 février 2002    |       | 34° 08′ 03″ nord, 117° 54′ 18″ ouest | |
| 12       | 77000304  | NRHP | Jonathan Bailey House (en)                             | 13421 E. Camilla St. | Whittier                        | 29 août 1977       |       | 33° 59′ 05″ nord, 118° 01′ 53″ ouest | |
| 13       | 06000914  | NRHP | Beverly Hills Women's Club (en)                        | 1700 Chevy Chase Dr. | Beverly Hills                   | 4 octobre 2006     |       | 34° 05′ 09″ nord, 118° 25′ 47″ ouest | |
| 14       | 87000908  | NRHP | Beverly Wilshire Hotel                                 | 9528 Wilshire Blvd. | Beverly Hills                   | 12 juin 1987       |       | 34° 04′ 01″ nord, 118° 23′ 20″ ouest | |
| 15       | 12000861  | NRHP | CA-LAN-1258                                            | adresse restreinte | Canyon Country                  | 17 octobre 2012    |       |                                      | fait partie des sites d'art rupestre de la forêt national d'Angeles |
| 16       | 12000862  | NRHP | CA-LAN-1302                                            | adresse restreinte | Azusa                           | 17 octobre 2012    |       |                                      | fait partie des sites d'art rupestre de la forêt national d'Angeles |
| 17       | 12000860  | NRHP | CA-LAN-1946                                            | adresse restreinte | Acton                           | 17 octobre 2012    |       |                                      | fait partie des sites d'art rupestre de la forêt national d'Angeles |
| 18       | 12000863  | NRHP | CA-LAN-441                                             | adresse restreinte | Castaic                         | 17 octobre 2012    |       |                                      | fait partie des sites d'art rupestre de la forêt national d'Angeles |
| 19       | 12000859  | NRHP | CA-LAN-540                                             | adresse restreinte | Agua Dulce                      | 17 octobre 2012    |       |                                      | fait partie des sites d'art rupestre de la forêt national d'Angeles |
| 20       | 86000449  | NRHP | Casa de Parley Johnson (en)                            | 7749 Florence Ave. | Downey                          | 20 mars 1986       |       | 33° 57′ 24″ nord, 118° 07′ 57″ ouest | |
| 21       | 13000517  | NRHP | Case Study House No. 20                                | 2275 N. Santa Rosa Ave.                                                                                                  | Altadena                        | 24 juillet 2013    |       | 34° 11′ 05″ nord, 118° 08′ 20″ ouest | Une des Case Study Houses, construite en 1958 pour Saul Bass. |
| 22       | 93001017  | HD   | Cedar Avenue Complex                                   | 44843 (44855), 44845 and 44851 Cedar Ave., 606 Lancaster Blvd., and Old Jail (no address)                                | Lancaster                       | 30 septembre 1993  |       | 34° 41′ 58″ nord, 118° 08′ 20″ ouest | |
| 23       | 96000777  | NRHP | Charmont Apartments (en)                               | 330 California Ave. | Santa Monica                    | 25 juillet 1996    |       | 34° 01′ 12″ nord, 118° 29′ 58″ ouest | |
| 24       | 100001281 | NRHP | Christian Science Society                              | 209 E. Whittley Ave. | Avalon                          | 10 juillet 2017    |       | 33° 20′ 39″ nord, 118° 19′ 41″ ouest | |
| 25       | 90001444  | NRHP | Christmas Tree Lane (en)                               | Santa Rosa Ave. between Woodbury Ave. and Altadena Dr.                                                                   | Altadena                        | 13 septembre 1990  |       | 34° 11′ 25″ nord, 118° 08′ 09″ ouest | |
| 26       | 87000082  | NRHP | Citizens Publishing Company Building (en)              | 9355 Culver Blvd. | Culver City                     | 12 février 1987    |       | 34° 01′ 31″ nord, 118° 23′ 35″ ouest | |
| 27       | 96000426  | NRHP | City Hall-City of Burbank (en)                         | 275 E. Olive Ave. | Burbank                         | 18 avril 1996      |       | 34° 10′ 55″ nord, 118° 18′ 27″ ouest | |
| 28       | 89002267  | HD   | Clarke Estate (en)                                     | 10211 Pioneer Blvd. | Santa Fe Springs                | 4 janvier 1990     |       | 33° 56′ 36″ nord, 118° 04′ 52″ ouest | |
| 29       | 00001169  | NRHP | Club Casa Del Mar (en)                                 | 1910 Ocean Ave. | Santa Monica                    | 29 septembre 2000  |       | 34° 00′ 23″ nord, 118° 29′ 25″ ouest | |
| 30       | 82002190  | NRHP | Colonial House (en)                                    | 1416 N. Havenhurst Dr.                                                                                                   | West Hollywood                  | 15 avril 1982      |       | 34° 05′ 45″ nord, 118° 21′ 35″ ouest | |
| 31       | 13000510  | NRHP | Community Clubhouse (en)                               | 1200 N. Vista St. | West Hollywood                  | 23 juillet 2013    |       | 34° 05′ 37″ nord, 118° 21′ 04″ ouest | |
| 32       | 00001538  | NRHP | Cooper Arms (en)                                       | 455 E. Ocean Blvd. | Long Beach                      | 28 décembre 2000   |       | 33° 46′ 01″ nord, 118° 11′ 13″ ouest | |
| 33       | 97000751  | NRHP | Crank House (en)                                       | 2186 Crary St. | Altadena                        | 23 juillet 1997    |       | 34° 10′ 21″ nord, 118° 06′ 20″ ouest | |
| 34       | 97000296  | NRHP | Culver Hotel (en)                                      | 9400 Culver Blvd. | Culver City                     | 14 avril 1997      |       | 34° 01′ 24″ nord, 118° 23′ 38″ ouest | |
| 35       | 78000682  | NRHP | James Daniel Derby House (en)                          | 2535 E. Chevy Chase Dr.                                                                                                  | Glendale                        | 14 décembre 1978   |       | 34° 09′ 41″ nord, 118° 12′ 38″ ouest | |
| 36       | 92001559  | NRHP | DeWenter Mansion, Guest House and Grounds              | 6100 Brydon Rd. | La Verne                        | 5 novembre 1992    |       | 34° 09′ 07″ nord, 117° 45′ 23″ ouest | |
| 37       | 92000260  | NRHP | Diamond Apartments (en)                                | 321 Diamond St. | Redondo Beach                   | 26 mars 1992       |       | 33° 50′ 39″ nord, 118° 23′ 16″ ouest | |
| 38       | 76000485  | HD   | Doheny Estate/Greystone Mansion                        | 905 Loma Vista Dr. | Beverly Hills                   | 23 avril 1976      |       | 34° 05′ 31″ nord, 118° 24′ 01″ ouest | |
| 39       | 76000486  | NRHP | Dominguez Rancho Adobe (en)                            | 18127 S. Alameda St. | Compton                         | 28 mai 1976        |       | 33° 52′ 01″ nord, 118° 13′ 03″ ouest | |
| 40       | 100001890 | NRHP | Peter Drucker House                                    | 636 Wellesley Dr. | Claremont                       | 18 décembre 2017   |       | 34° 06′ 38″ nord, 117° 43′ 31″ ouest | |
| 41       | 86001477  | HD   | Edison Historic District (ceb)                         | 611, 637, and 500 block of W. Second St.                                                                                 | Pomona                          | 13 août 1986       |       | 34° 03′ 28″ nord, 117° 45′ 13″ ouest | |
| 42       | 71000154  | NRHP | El Molino Viejo (en)                                   | 1120 Old Mill Rd. | San Marino                      | 6 mai 1971         |       | 34° 07′ 08″ nord, 118° 07′ 41″ ouest | Water-driven grist mill built ca. 1816; oldest commercial building in Southern California                                                                                       |
| 43       | 10001118  | NRHP | Katherine Emery Estate (en)                            | 1155 Oak Grove Ave. | San Marino                      | 10 janvier 2011    |       | 34° 07′ 31″ nord, 118° 07′ 38″ ouest | |
| 44       | 77000303  | NRHP | Episcopal Church of the Ascension (en)                 | 25 E. Laurel Ave. | Sierra Madre                    | 19 août 1977       |       | 34° 09′ 58″ nord, 118° 03′ 04″ ouest | |
| 45       | 97000027  | HD   | Gen. Charles S. Farnsworth County Park (en)            | 568 E. Mt. Curve Ave. | Altadena                        | 7 février 1997     |       | 34° 11′ 59″ nord, 118° 07′ 54″ ouest | |
| 46       | 15000169  | NRHP | Federal Building                                       | 15000 Aviation Blvd. | Hawthorne                       | 28 avril 2015      |       | 33° 53′ 42″ nord, 118° 22′ 40″ ouest | |
| 47       | 92000067  | NRHP | Fern Avenue School (en)                                | 1314 Fern Ave. | Torrance                        | 20 février 1992    |       | 33° 50′ 06″ nord, 118° 19′ 52″ ouest | |
| 48       | 12000810  | NRHP | First Congregational Church of Long Beach (en)         | 241 Cedar Ave. | Long Beach                      | 25 septembre 2012  |       | 33° 46′ 13″ nord, 118° 11′ 42″ ouest | |
| 49       | 90001432  | NRHP | First National Bank of Long Beach (en)                 | 101-125 Pine Ave. | Long Beach                      | 13 septembre 1990  |       | 33° 46′ 06″ nord, 118° 11′ 30″ ouest | |
| 50       | 14000661  | NRHP | Forum                                                  | 3900 Manchester Blvd. | Inglewood                       | 24 septembre 2014  |       | 33° 57′ 29″ nord, 118° 20′ 31″ ouest | |
| 51       | 12001163  | NRHP | Fox Theatre Inglewood (en)                             | 115 N. Market St. | Inglewood                       | 14 janvier 2013    |       | 33° 57′ 48″ nord, 118° 21′ 08″ ouest | |
| 52       | 12000164  | NRHP | Fox Wilshire Theatre (en)                              | 8440 Wilshire Blvd. | Beverly Hills                   | 3 avril 2012       |       | 34° 03′ 53″ nord, 118° 22′ 30″ ouest | |
| 53       | 83001194  | NRHP | Peter Gano House (en)                                  | 718 Crescent Ave. | Avalon                          | 15 septembre 1983  |       | 33° 20′ 34″ nord, 118° 19′ 20″ ouest | |
| 54       | 73000405  | NRHP | Garfield House (en)                                    | 1001 Buena Vista St. | South Pasadena                  | 24 avril 1973      |       | 34° 07′ 14″ nord, 118° 09′ 21″ ouest | |
| 55       | 97000376  | NRHP | Glendale Southern Pacific Railroad Depot               | Gardena Ave., junction with W. Cerritos Ave.                                                                             | Glendale                        | 2 mai 1997         |       | 34° 07′ 25″ nord, 118° 15′ 29″ ouest | |
| 56       | 94001224  | NRHP | Glendale Young Men's Christian Association             | 140 N. Louise St. | Glendale                        | 21 octobre 1994    |       | 34° 08′ 52″ nord, 118° 15′ 04″ ouest | |
| 57       | 78000683  | NRHP | Glendora Bougainvillea (en)                            | Bennett and Minnesota Aves.                                                                                              | Glendora                        | 7 février 1978     |       | 34° 08′ 27″ nord, 117° 51′ 34″ ouest | |
| 58       | 100000780 | NRHP | Grand Central Air Terminal (en)                        | 1310 Air Way | Glendale                        | 27 mars 2017       |       | 34° 09′ 47″ nord, 118° 17′ 12″ ouest | |
| 59       | 05000002  | NRHP | Green-Rankin-Bembridge House (en)                      | 953 Park Circle Dr. | Long Beach                      | 10 février 2005    |       | 33° 46′ 45″ nord, 118° 12′ 04″ ouest | |
| 60       | 78000697  | NRHP | Barbara Greenwood Kindergarten                         | Hacienda Pl. and McKinley Ave.                                                                                           | Pomona                          | 18 septembre 1978  |       | 34° 04′ 32″ nord, 117° 45′ 19″ ouest | |
| 61       | 02001187  | HD   | Zane Grey Estate (en)                                  | 396 E. Mariposa St. | Altadena                        | 24 octobre 2002    |       | 34° 11′ 26″ nord, 118° 08′ 30″ ouest | |
| 62       | 83003531  | NRHP | Hacienda Arms Apartments (en)                          | 8439 Sunset Blvd. | West Hollywood                  | 15 décembre 1983   |       | 34° 05′ 42″ nord, 118° 22′ 24″ ouest | |
| 63       | 11000429  | NRHP | Olan G. and Aida T. Hafley House                       | 5561 E. La Pasada St. | Long Beach                      | 12 juillet 2011    |       | 33° 46′ 54″ nord, 118° 07′ 30″ ouest | Maison de 1953 conçue par Richard Neutra, |
| 64       | 82004982  | HD   | Hawkins-Nimocks Estate-Patricio Ontiveros Adobe        | 12100 Telegraph Rd. | Santa Fe Springs                | 31 décembre 1987   |       | 33° 56′ 22″ nord, 118° 04′ 34″ ouest | |
| 65       | 83003536  | NRHP | Home Economics Building (en)                           | 2200 W. Carson | Torrance                        | 13 octobre 1983    |       | 33° 49′ 52″ nord, 118° 19′ 16″ ouest | part of the Torrance High School Campus TR |
| 66       | 02000074  | NRHP | Hoover Hotel (en)                                      | 7035 Greenleaf Ave. | Whittier                        | 1er février 2002   |       | 33° 58′ 41″ nord, 118° 02′ 10″ ouest | |
| 67       | 77000302  | NRHP | Horatio West Court (en)                                | 140 Hollister Ave. | Santa Monica                    | 11 avril 1977      |       | 34° 00′ 12″ nord, 118° 29′ 10″ ouest | Irving Gill |
| 68       | 94001197  | NRHP | Hotel Glendale (en)                                    | 701 E. Broadway | Glendale                        | 7 octobre 1994     |       | 34° 08′ 48″ nord, 118° 14′ 45″ ouest | |
| 69       | 76000494  | NHL  | Edwin Hubble House (en)                                | 1340 Woodstock Rd. | San Marino                      | 8 décembre 1976    |       | 34° 07′ 23″ nord, 118° 07′ 12″ ouest | |
| 70       | 76000492  | NRHP | Humaliwo (en)                                          | adresse restreinte | Malibu                          | 1er septembre 1976 |       |                                      | |
| 71       | 15000121  | HD   | Intercultural Council Houses                           | Bounded by Blanchard Pl., Claremont Blvd., E. 1st & Brooks Sts.                                                          | Claremont                       | 7 avril 2015       |       | 34° 05′ 45″ nord, 117° 42′ 18″ ouest | |
| 72       | 78000693  | NRHP | Darius David Johnston House (en)                       | 12426 Mapledale St. | Norwalk                         | 2 novembre 1978    |       | 33° 53′ 54″ nord, 118° 04′ 02″ ouest | |
| 73       | 80000815  | NRHP | Orin Jordan House (en)                                 | 8310 S. Comstock Ave. | Whittier                        | 28 juillet 1980    |       | 33° 57′ 40″ nord, 118° 01′ 59″ ouest | |
| 74       | 11000933  | NRHP | Karasik House                                          | 436 Spalding Dr. | Beverly Hills                   | 22 décembre 2011   |       | 34° 03′ 28″ nord, 118° 24′ 32″ ouest | |
| 75       | 78000678  | NRHP | Keyes Bungalow (en)                                    | 1337 E. Boston St. | Altadena                        | 14 novembre 1978   |       | 34° 10′ 57″ nord, 118° 07′ 22″ ouest | |
| 76       | 09000515  | NRHP | Killingsworth, Brady, & Smith                          | 3827-3837 Long Beach Blvd.                                                                                               | Long Beach                      | 15 juillet 2009    |       | 33° 49′ 41″ nord, 118° 11′ 23″ ouest | |
| 77       | 78000698  | NRHP | La Casa Alvarado (en)                                  | 1459 Old Settlers Lane                                                                                                   | Pomona                          | 19 avril 1978      |       | 34° 04′ 26″ nord, 117° 45′ 19″ ouest | |
| 78       | 75000436  | NRHP | La Casa Primera de Rancho San Jose (en)                | 1569 N. Park Ave. | Pomona                          | 3 avril 1975       |       | 34° 04′ 30″ nord, 117° 45′ 15″ ouest | |
| 79       | 100000462 | NRHP | La Laguna de San Gabriel (en)                          | 300 W. Wells St. | San Gabriel                     | 11 janvier 2017    |       | 34° 05′ 01″ nord, 118° 06′ 16″ ouest | |
| 80       | 99000482  | NRHP | La Puente Valley Woman's Club (en)                     | 200 N. First St. | La Puente                       | 29 avril 1999      |       | 34° 01′ 19″ nord, 117° 57′ 05″ ouest | |
| 81       | 94001504  | NRHP | Lanterman House (en)                                   | 4420 Encinas Dr. | La Cañada Flintridge            | 29 décembre 1994   |       | 34° 12′ 16″ nord, 118° 12′ 20″ ouest | |
| 82       | 75000433  | NRHP | Leonis Adobe (en)                                      | 23537 Calabasas Rd. | Calabasas                       | 29 mai 1975        |       | 34° 09′ 26″ nord, 118° 38′ 24″ ouest | |
| 83       | 03001347  | HD   | Lincoln Park Historic District (en)                    | Roughly bounded by McKinley Ave., Towne Ave., Pasadena St. and Garey Ave.                                                | Pomona                          | 9 avril 2004       |       | 34° 04′ 14″ nord, 117° 44′ 42″ ouest | |
| 84       | 89000935  | HD   | Abraham Lincoln Elementary School (en)                 | 1200 N. Gordon Ave. | Pomona                          | 3 août 1989        |       | 34° 04′ 13″ nord, 117° 45′ 08″ ouest | |
| 85       | 84000876  | NRHP | Harold Lloyd Estate (en)                               | 1740 Green Acres Drive                                                                                                   | Beverly Hills                   | 9 février 1984     |       | 34° 05′ 17″ nord, 118° 25′ 37″ ouest | |
| 86       | 05000773  | NRHP | Long Beach Professional Building (en)                  | 117 E. 8th St. | Long Beach                      | 3 août 2005        |       | 33° 46′ 36″ nord, 118° 11′ 32″ ouest | |
| 87       | 74000527  | NRHP | Howard Longley House (en)                              | 1005 Buena Vista St. | South Pasadena                  | 16 avril 1974      |       | 34° 07′ 14″ nord, 118° 09′ 19″ ouest | |
| 88       | 71000157  | NRHP | Lopez Adobe (en)                                       | 1100 Pico St. | San Fernando                    | 6 mai 1971         |       | 34° 16′ 55″ nord, 118° 26′ 33″ ouest | |
| 89       | 70000135  | NHL  | Los Cerritos Ranch House (en)                          | 4600 Virginia Rd. | Long Beach                      | 15 avril 1970      |       | 33° 50′ 22″ nord, 118° 11′ 42″ ouest | |
| 90       | 74000524  | NRHP | Lynwood Pacific Electric Railway Depot (en)            | 11453 Long Beach Blvd.                                                                                                   | Lynwood                         | 25 septembre 1974  |       | 33° 55′ 32″ nord, 118° 12′ 34″ ouest | |
| 91       | 83003538  | NRHP | Main Building (en)                                     | 2200 W. Carson | Torrance                        | 13 octobre 1983    |       | 33° 49′ 51″ nord, 118° 19′ 13″ ouest | part of the Torrance High School Campus TR |
| 92       | 100002022 | HD   | Malibu Historic District (en)                          | Roughly along Pacific Coast from E of Malibu Pier to Malibu Colony privacy fence                                         | Malibu                          | 29 janvier 2018    |       | 34° 02′ 13″ nord, 118° 40′ 35″ ouest | |
| 93       | 100001382 | NRHP | Mayfair Hotel                                          | 115 E. 3rd St. | Pomona                          | 31 juillet 2017    |       | 34° 03′ 26″ nord, 117° 44′ 59″ ouest | |
| 94       | 78000684  | NRHP | McNally's Windemere Ranch Headquarters                 | San Esteban and San Cristobal Dr.                                                                                        | La Mirada                       | 20 juillet 1978    |       | 33° 53′ 53″ nord, 118° 01′ 28″ ouest | |
| 95       | 07000245  | NRHP | Andrew McNally House (en)                              | 654 E. Mariposa St. | Altadena                        | 27 mars 2007       |       | 34° 11′ 20″ nord, 118° 08′ 10″ ouest | |
| 96       | 03000002  | NRHP | Middough Brothers-Insurance Exchange Building (en)     | 205 E. Broadway | Long Beach                      | 5 février 2003     |       | 33° 46′ 09″ nord, 118° 11′ 24″ ouest | |
| 97       | 72000235  | NRHP | Miltimore House (en)                                   | 1301 S. Chelten Way | South Pasadena                  | 24 mars 1972       |       | 34° 06′ 41″ nord, 118° 08′ 30″ ouest | |
| 98       | 95000266  | NRHP | Montebello Woman's Club                                | 201 S. Park Ave. | Montebello                      | 31 mars 1995       |       | 34° 00′ 35″ nord, 118° 06′ 17″ ouest | |
| 99       | 92001522  | NRHP | Mount Lowe Railway (en)                                | North of Altadena in Angeles NF                                                                                          | Altadena                        | 6 janvier 1993     |       | 34° 12′ 40″ nord, 118° 07′ 14″ ouest | Boundary increase 2015 janvier 14 |
| 100      | 82000969  | NRHP | National Bank of Whittier Building (en)                | 13002 E. Philadelphia St.                                                                                                | Whittier                        | 30 décembre 1982   |       | 33° 58′ 44″ nord, 118° 02′ 10″ ouest | |
| 101      | 96000694  | HD   | North Harper Avenue Historic District                  | Roughly, N. Harper Ave. between Fountain and De Longpre Aves.                                                            | West Hollywood                  | 28 juin 1996       |       | 34° 05′ 42″ nord, 118° 22′ 04″ ouest | Pictured: Casa Granada, 1334-6 N Harper |
| 102      | 73000406  | NRHP | Oaklawn Bridge and Waiting Station                     | Between Oaklawn and Fair Oaks Aves.                                                                                      | South Pasadena                  | 16 juillet 1973    |       | 34° 07′ 08″ nord, 118° 09′ 08″ ouest | |
| 103      | 78000692  | NRHP | The Oaks (Monrovia) (en)                               | 250 N. Primrose Ave. | Monrovia                        | 6 avril 1978       |       | 34° 09′ 22″ nord, 118° 00′ 07″ ouest | |
| 104      | 89000854  | NRHP | Pacific Electric Railroad Bridge (en)                  | Torrance Blvd. and Bow St.                                                                                               | Torrance                        | 13 juillet 1989    |       | 33° 50′ 15″ nord, 118° 18′ 39″ ouest | |
| 105      | 77000295  | NRHP | Pacific Electric Railway Company Substation No. 8 (en) | 2245 N. Lake Ave. | Altadena                        | 9 novembre 1977    |       | 34° 11′ 04″ nord, 118° 07′ 55″ ouest | |
| 106      | 78000694  | NRHP | Paddison Ranch Buildings                               | 11951 Imperial Hwy. | Norwalk                         | 23 juin 1978       |       | 33° 55′ 05″ nord, 118° 04′ 35″ ouest | |
| 107      | 97001660  | NRHP | Padua Hills Theatre (en)                               | 4467 Via Padova | Claremont                       | 23 janvier 1998    |       | 34° 09′ 04″ nord, 117° 42′ 03″ ouest | |
| 108      | 71000156  | NRHP | Ygnacio Palomares Adobe (en)                           | Corner of Arrow Hwy. and Orange Grove Ave.                                                                               | Pomona                          | 24 mars 1971       |       | 34° 05′ 30″ nord, 117° 44′ 30″ ouest | |
| 109      | 95000388  | NRHP | Palos Verdes Public Library and Art Gallery (en)       | 2400 Via Campesina • Farnham Martin's Park boundary increase (listed 16 avril 1996, refnum 96000393): 2400 Via Campesina | Palos Verdes Estates            | 7 avril 1995       |       | 33° 47′ 58″ nord, 118° 23′ 13″ ouest | |
| 110      | 100000782 | NRHP | Pan American National Bank of East Los Angeles         | 3620-3626 E. 1st St. | East Los Angeles                | 27 mars 2017       |       | 34° 02′ 10″ nord, 118° 11′ 18″ ouest | |
| 111      | 78000699  | NRHP | Parkhurst Building (en)                                | 185 Pier Ave. | Santa Monica                    | 17 novembre 1978   |       | 33° 59′ 55″ nord, 118° 28′ 45″ ouest | |
| 112      | 86002418  | NRHP | Patio del Moro (en)                                    | 8225-8237 Fountain Ave.                                                                                                  | West Hollywood                  | 11 septembre 1986  |       | 34° 05′ 41″ nord, 118° 22′ 03″ ouest | |
| 113      | 88002019  | HD   | John Carlton Pegler House                              | 419 E. Highland Ave. | Sierra Madre                    | 20 octobre 1988    |       | 34° 09′ 56″ nord, 118° 02′ 44″ ouest | |
| 114      | 74000525  | NRHP | Phillips Mansion (en)                                  | 2640 W. Pomona Blvd. | Pomona                          | 6 novembre 1974    |       | 34° 03′ 22″ nord, 117° 47′ 44″ ouest | |
| 115      | 73000408  | NRHP | Pio Pico Casa (en)                                     | 6003 Pioneer Blvd. | Whittier                        | 19 juin 1973       |       | 33° 59′ 37″ nord, 118° 04′ 51″ ouest | |
| 116      | 86002192  | NRHP | Pitzer House                                           | 4353 N. Towne | Claremont                       | 4 septembre 1986   |       | 34° 07′ 17″ nord, 117° 44′ 10″ ouest | |
| 117      | 80000808  | HD   | Phare de Point Vicente                                 | Rancho Palos Verdes | Rancho Palos Verdes             | 31 octobre 1980    |       | 33° 44′ 31″ nord, 118° 24′ 31″ ouest | |
| 118      | 04001109  | NRHP | Pomona City Stables (en)                               | 636 W. Monterey Ave. | Pomona                          | 6 octobre 2004     |       | 34° 03′ 33″ nord, 117° 45′ 31″ ouest | |
| 119      | 82002201  | NRHP | Pomona Fox Theater (en)                                | 102-144 3rd St. | Pomona                          | 19 février 1982    |       | 34° 03′ 24″ nord, 117° 44′ 59″ ouest | |
| 120      | 86000408  | NRHP | Pomona YMCA Building                                   | 350 N. Garey Ave. | Pomona                          | 6 mars 1986        |       | 34° 03′ 36″ nord, 117° 44′ 56″ ouest | |
| 121      | 74000521  | NRHP | Puvunga Indian Village Sites (en)                      | adresse restreinte | Long Beach                      | 21 janvier 1974    |       |                                      | |
| 122      | 80000804  | NRHP | Queen Anne Cottage and Coach Barn (en)                 | 301 N. Baldwin Ave. | Arcadia                         | 31 octobre 1980    |       | 34° 08′ 27″ nord, 118° 03′ 09″ ouest | Dans l'arboretum et jardin botanique du comté de Los Angeles |
| 123      | 81000153  | NRHP | Rancho Los Alamitos (en)                               | 6400 Bixby Hill Rd. | Long Beach                      | 7 juillet 1981     |       | 33° 46′ 38″ nord, 118° 06′ 19″ ouest | |
| 124      | 88000970  | HD   | Redondo Beach Original Townsite Historic District (en) | N. Gertruda Ave., Carnelian St., N. Guadalupe Ave. and Diamond St.                                                       | Redondo Beach                   | 30 juin 1988       |       | 33° 50′ 48″ nord, 118° 23′ 08″ ouest | |
| 125      | 81000158  | NRHP | Redondo Beach Public Library (en)                      | 309 Esplanade St. | Redondo Beach                   | 12 mars 1981       |       | 33° 50′ 16″ nord, 118° 23′ 20″ ouest | |
| 126      | 84000883  | NRHP | Jennie A. Reeve House                                  | 4260 Country Club Dr. | Long Beach                      | 21 juin 1984       |       | 33° 50′ 03″ nord, 118° 11′ 41″ ouest | |
| 127      | 16000322  | NRHP | Helen Goodwin Renwick House                            | 211 N. College Ave. | Claremont                       | 7 juin 2016        |       | 34° 05′ 45″ nord, 117° 42′ 54″ ouest | |
| 128      | 78000700  | NRHP | Rialto Theatre (en)                                    | 1019-1023 Fair Oaks Ave.                                                                                                 | South Pasadena                  | 24 mai 1978        |       | 34° 06′ 50″ nord, 118° 08′ 59″ ouest | |
| 129      | 97001113  | NRHP | Ridge Route (en)                                       | Along Old Ridge Rte., roughly bounded by Sandberg and Canton Canyon (also extends into Kern County)                      | Castaic                         | 25 septembre 1997  |       | 34° 37′ 56″ nord, 118° 41′ 49″ ouest | |
| 130      | 78000681  | NRHP | James C. Rives House                                   | 10921 S. Paramount Blvd.                                                                                                 | Downey                          | 22 mai 1978        |       | 33° 56′ 42″ nord, 118° 08′ 10″ ouest | la véritable adresse est le 10933. |
| 131      | 92001714  | NRHP | Queen Mary                                             | Pier J, 1126 Queensway Hwy.                                                                                              | Long Beach                      | 15 avril 1993      |       | 33° 45′ 10″ nord, 118° 11′ 23″ ouest | |
| 132      | 78000679  | NRHP | Virginia Robinson Estate (en)                          | 1008 Elden Way | Beverly Hills                   | 15 novembre 1978   |       | 34° 05′ 11″ nord, 118° 25′ 00″ ouest | jardins publics et musée |
| 133      | 16000355  | HD   | Rockhaven Sanitarium Historic District (en)            | 2713 Honolulu Ave. bounded by Pleasure Way, Hermosa & Honolulu Aves.                                                     | Glendale                        | 9 juin 2016        |       | 34° 12′ 41″ nord, 118° 14′ 18″ ouest | |
| 134      | 85000356  | NRHP | Ronda                                                  | 1400-1414 Havenhurst Dr.                                                                                                 | West Hollywood                  | 28 février 1985    |       | 34° 05′ 48″ nord, 118° 21′ 59″ ouest | |
| 135      | 73000403  | NRHP | John A. Rowland House (en)                             | 16021 E. Gale Ave. | Industry                        | 16 juillet 1973    |       | 34° 00′ 39″ nord, 117° 57′ 24″ ouest | Maison construite par le pionnier John A. Rowland en 1855 |
| 136      | 13000810  | HD   | Rubel Castle Historic District (en)                    | 844 N. Live Oak Ave. | Glendora                        | 7 octobre 2013     |       | 34° 09′ 01″ nord, 117° 51′ 17″ ouest | |
| 137      | 78000680  | HD   | Russian Village District (en)                          | 290-370 S. Mills Ave. and 480 Cucamonga Ave.                                                                             | Claremont                       | 28 décembre 1978   |       | 34° 05′ 25″ nord, 117° 42′ 25″ ouest | |
| 138      | 82004617  | NRHP | Saddle Rock Ranch Pictograph Site                      | adresse restreinte | Malibu                          | 12 février 1982    |       |                                      | |
| 139      | 72000233  | NRHP | San Dimas Hotel (en)                                   | 121 San Dimas Ave. | San Dimas                       | 16 mars 1972       |       | 34° 06′ 27″ nord, 117° 48′ 23″ ouest | |
| 140      | 71000158  | NRHP | San Gabriel Mission (en)                               | Junipero St. and W. Mission Dr.                                                                                          | San Gabriel                     | 6 mai 1971         |       | 34° 05′ 52″ nord, 118° 06′ 22″ ouest | |
| 141      | 76000487  | NRHP | San Rafael Rancho                                      | Bonita Dr. | Glendale                        | 12 décembre 1976   |       | 34° 10′ 49″ nord, 118° 13′ 55″ ouest | |
| 142      | 87000766  | NHL  | Santa Monica Looff Hippodrome                          | 276 Santa Monica Pier | Santa Monica                    | 27 février 1987    |       | 34° 00′ 36″ nord, 118° 29′ 43″ ouest | |
| 143      | 16000174  | NRHP | J.W. Schaffer House (en)                               | 527 Whiting Woods Rd. | Glendale                        | 19 avril 2016      |       | 34° 12′ 54″ nord, 118° 14′ 58″ ouest | |
| 144      | 71000150  | NRHP | R. M. Schindler House                                  | 833 N. Kings Rd. | West Hollywood                  | 14 juillet 1971    |       | 34° 05′ 11″ nord, 118° 22′ 16″ ouest | |
| 145      | 84000887  | HD   | Scripps College for Women (en)                         | Columbia and 10th St. | Claremont                       | 20 septembre 1984  |       | 34° 06′ 18″ nord, 117° 42′ 30″ ouest | |
| 146      | 99000893  | NRHP | Scripps Hall (en)                                      | 209 E. Mariposa St. | Altadena                        | 28 juillet 1999    |       | 34° 11′ 34″ nord, 118° 08′ 38″ ouest | |
| 147      | 05000212  | NRHP | Second Church of Christ Scientist (en)                 | 655 Cedar Ave. | Long Beach                      | 1er avril 2005     |       | 33° 44′ 55″ nord, 118° 11′ 35″ ouest | |
| 148      | 71000153  | NHL  | Upton Sinclair House (en)                              | 464 N. Myrtle Ave. | Monrovia                        | 11 novembre 1971   |       | 34° 09′ 44″ nord, 118° 00′ 00″ ouest | |
| 149      | 82002202  | HD   | South Pasadena Historic District (ceb)                 | Roughly bounded by Mission and El Centro Sts., and Fairview and Meridian Aves.                                           | South Pasadena                  | 21 juillet 1982    |       | 34° 07′ 01″ nord, 118° 09′ 23″ ouest | |
| 150      | 04001105  | NRHP | Southern Pacific Railroad Depot, Whittier (en)         | 7333 Greenleaf Ave. | Whittier                        | 29 mars 2005       |       | 33° 58′ 28″ nord, 118° 02′ 15″ ouest | Depot was originally listed in 1978 at its original location and was removed from the Register on October 1, 2004. It was returned to the Register at its new location in 2005. |
| 151      | 97001236  | NRHP | Sovereign Hotel (en)                                   | 205 Washington Ave. | Santa Monica                    | 24 octobre 1997    |       | 34° 01′ 13″ nord, 118° 30′ 07″ ouest | |
| 152      | 80000816  | NRHP | Standard Oil Building (en)                             | 7257 Bright Ave. | Whittier                        | 9 juin 1980        |       | 33° 58′ 33″ nord, 118° 02′ 08″ ouest | |
| 153      | 09000802  | NRHP | Stevens House                                          | 23524 Malibu Colony Rd.                                                                                                  | Malibu                          | 9 octobre 2009     |       | 34° 01′ 55″ nord, 118° 41′ 14″ ouest | |
| 154      | 92000833  | NRHP | Charles E. Straight House                              | 4333 Emerald Ave. | La Verne                        | 8 juillet 1992     |       | 34° 07′ 03″ nord, 117° 46′ 04″ ouest | |
| 155      | 80000812  | NRHP | Sunset Tower                                           | 8358 Sunset Blvd. | West Hollywood                  | 30 mai 1980        |       | 34° 05′ 42″ nord, 118° 22′ 17″ ouest | |
| 156      | 85001984  | NRHP | Sweetser Residence                                     | 417 E. Beryl St. | Redondo Beach                   | 5 septembre 1985   |       | 33° 50′ 57″ nord, 118° 23′ 16″ ouest | |
| 157      | 15000912  | NRHP | The Tank Site                                          | adresse restreinte | Topanga                         | 17 décembre 2015   |       |                                      | |
| 158      | 74000518  | NRHP | Temple Mansion (en)                                    | 15415 E. Don Julian Rd.                                                                                                  | Industry                        | 2 décembre 1974    |       | 34° 01′ 12″ nord, 117° 57′ 53″ ouest | |
| 159      | 14001233  | NRHP | Franklin Rosborough "Frank" Thomas House               | 758 Flintridge Ave. | La Cañada Flintridge            | 3 février 2015     |       | 34° 11′ 15″ nord, 118° 11′ 35″ ouest | Maison construite en 1949 pour l'animateur de Disney Frank Thomas |
| 160      | 83003542  | NRHP | Torrance School (en)                                   | 2200 W. Carson | Torrance                        | 13 octobre 1983    |       | 33° 49′ 41″ nord, 118° 19′ 06″ ouest | partie du campaus de la Torrance High School |
| 161      | 100002319 | NRHP | Joseph and Carrie Torrey House                         | 711 Daisy Ave. | Long Beach                      | 23 avril 2018      |       | 33° 46′ 32″ nord, 118° 11′ 59″ ouest | |
| 162      | 91000338  | NRHP | Tuna Club of Avalon (en)                               | 100 St. Catherine Way, Catalina Island                                                                                   | Avalon                          | 2 avril 1991       |       | 33° 20′ 44″ nord, 118° 19′ 35″ ouest | |
| 163      | 85000126  | NRHP | US Post Office-Beverly Hills Main (en)                 | 469 N. Crescent Dr. | Beverly Hills                   | 11 janvier 1985    |       | 34° 04′ 19″ nord, 118° 24′ 08″ ouest | partie du bureau de poste des États-Unins en Californie 1900-1941 |
| 164      | 85000127  | NRHP | US Post Office-Burbank Downtown Station (en)           | 125 E. Olive Ave. | Burbank                         | 11 janvier 1985    |       | 34° 10′ 48″ nord, 118° 18′ 34″ ouest | partie du bureau de poste des États-Unins en Californie 1900-1941 |
| 165      | 85000128  | NRHP | US Post Office-Glendale Main (en)                      | 313 E. Broadway St. | Glendale                        | 11 janvier 1985    |       | 34° 08′ 54″ nord, 118° 15′ 07″ ouest | partie du bureau de poste des États-Unins en Californie 1900-1941 |
| 166      | 85000129  | NRHP | US Post Office-Long Beach Main (en)                    | 300 Long Beach Blvd. | Long Beach                      | 11 janvier 1985    |       | 33° 46′ 22″ nord, 118° 11′ 20″ ouest | partie du bureau de poste des États-Unins en Californie 1900-1941 |
| 167      | 100001337 | NRHP | Walter D. Valentine Cottage B                          | 1419 E. Palm St. | Altadena                        | 24 juillet 2017    |       | 34° 11′ 39″ nord, 118° 07′ 16″ ouest | |
| 168      | 72000228  | NRHP | Vasquez Rocks                                          | Agua Dulce Rd. | Agua Dulce                      | 22 juin 1972       |       | 34° 29′ 07″ nord, 118° 19′ 28″ ouest | |
| 169      | 14000303  | NRHP | Villa Carlotta (en)                                    | 234 E. Mendocino St. | Altadena                        | 17 juin 2014       |       | 34° 11′ 22″ nord, 118° 08′ 40″ ouest | |
| 170      | 86002796  | NRHP | Villa Francesca                                        | 1 Peppertree Dr. | Rancho Palos Verdes             | 2 octobre 1986     |       | 33° 44′ 26″ nord, 118° 22′ 09″ ouest | |
| 171      | 96000778  | NRHP | Villa Riviera (en)                                     | 800 E. Ocean Blvd. | Long Beach                      | 25 juillet 1996    |       | 33° 45′ 59″ nord, 118° 10′ 54″ ouest | |
| 172      | 91000635  | NRHP | Washington Building (Culver City)                      | 9720-9732 Washington Blvd.                                                                                               | Culver City                     | 28 mai 1991        |       | 34° 01′ 19″ nord, 118° 23′ 44″ ouest | |
| 173      | 05000210  | NRHP | Wayfarers Chapel (en)                                  | 5755 Palos Verdes Dr. S                                                                                                  | Rancho Palos Verdes             | 11 juillet 2005    |       | 33° 44′ 41″ nord, 118° 22′ 33″ ouest | Lloyd Wright |
| 174      | 89002114  | HD   | Henry Weaver House (en)                                | 142 Adelaide Dr. | Santa Monica                    | 27 décembre 1989   |       | 34° 01′ 40″ nord, 118° 30′ 47″ ouest | |
| 175      | 66000212  | NHLD | Pico Canyon Oil Field (en)                             | 9,5 milles ( Unité « » inconnue du modèle {{Conversion}}.) north of San Fernando, west of US 99                          | Mentryville (en)                | 13 novembre 1966   |       | 34° 22′ 10″ nord, 118° 37′ 49″ ouest | |
| 176      | 14000797  | NRHP | Michael White Adobe                                    | 2701 Huntington Dr. | San Marino                      | 30 septembre 2014  |       | 34° 07′ 36″ nord, 118° 05′ 58″ ouest | |
| 177      | 99000579  | NRHP | The Willmore (en)                                      | 315 W. Third St. | Long Beach                      | 20 mai 1999        |       | 33° 46′ 15″ nord, 118° 11′ 40″ ouest | |
| 178      | 84000900  | NRHP | Woman's Club of Redondo Beach (en)                     | 400 S. Broadway | Redondo Beach                   | 19 avril 1984      |       | 33° 50′ 12″ nord, 118° 23′ 06″ ouest | |
| 179      | 93001463  | NRHP | Woodbury-Story House (en)                              | 2606 N. Madison Ave. | Altadena                        | 30 décembre 1993   |       | 34° 11′ 21″ nord, 118° 08′ 00″ ouest | |
| 180      | 74000519  | NRHP | Workman Adobe (en)                                     | 15415 Don Julian Rd. | Industry                        | 20 novembre 1974   |       | 34° 01′ 12″ nord, 117° 57′ 51″ ouest | |
| 181      | 74000520  | NRHP | Workman Family Cemetery (en)                           | 15415 E. Don Julian Rd.                                                                                                  | Industry                        | 20 novembre 1974   |       | 34° 01′ 07″ nord, 117° 57′ 45″ ouest | |
| 182      | 87000562  | NRHP | Lloyd Wright Home and Studio (en)                      | 858 N. Doheny Dr. | West Hollywood                  | 6 avril 1987       |       | 34° 05′ 12″ nord, 118° 23′ 37″ ouest | Lloyd Wright |
| 183      | 85001785  | NRHP | William Wrigley, Jr. Summer Cottage (en)               | 76 Wrigley Rd. | Avalon                          | 15 août 1985       |       | 33° 20′ 28″ nord, 118° 19′ 13″ ouest | |
| 184      | 73000407  | NRHP | Wynyate (en)                                           | 851 Lyndon St. | South Pasadena                  | 24 avril 1973      |       | 34° 06′ 39″ nord, 118° 09′ 28″ ouest | |
| 185      | 100000762 | NRHP | Zumbrota (yacht)                                       | 13755 Fiji Way | Marina Del Rey                  | 20 mars 2017       |       | 33° 58′ 21″ nord, 118° 26′ 47″ ouest | |

## Anciennes inscriptions
| Position | ID       | Type          | Nom                            | Localisation                               | Ville          | Date d'inscription | Image | Coordonnées | Description                             |
| -------- | -------- | ------------- | ------------------------------ | ------------------------------------------ | -------------- | ------------------ | ----- | ----------- | --------------------------------------- |
| 1        | 77000296 | NRHP-delisted | James George Bell House        | 6500 Lucille Ave.                          | Bell           | 18 avril 1977      |       |             | retiré du répertoire le 2 novembre 1989 |
| 2        | 68000058 | NRHP-delisted | Walter Luther Dodge House (en) | 950 N. King Rd.                            | West Hollywood | 1968               |       |             | retiré du répertoire en 1970            |
| 3        | 80004493 | NRHP-delisted | Hughes H-4 Hercules            | Berth 121, Pier E, Port of Long Beach      | Long Beach     | 1980               |       |             | retiré du répertoire le 13 octobre 1992 |
| 4        | 77000301 | NRHP-delisted | Little Rock Creek Dam (en)     | 4,5 miles au sud de Pearland sur la CA 138 | Pearland       | 15 avril 1977      |       |             | retiré du répertoire le 17 juin 1994    |
| 5        | 80000807 | NRHP-delisted | Pacific Coast Club             | 850 E. Ocean Blvd.                         | Long Beach     | 20 novembre 1980   |       |             | retiré du répertoire le 4 avril 1989    |